# Ivorian Doll
 (juin 2024).
La mise en forme du texte ne suit pas les recommandations de Wikipédia : il faut le « wikifier ».
Les points d'amélioration suivants sont les cas les plus fréquents. Le détail des points à revoir est peut-être précisé sur la page de discussion.
- Les titres sont pré-formatés par le logiciel. Ils ne sont ni en capitales, ni en gras.
- Le texte ne doit pas être écrit en capitales (les noms de famille non plus), ni en gras, ni en italique, ni en « petit »…
- Le gras n'est utilisé que pour surligner le titre de l'article dans l'introduction, une seule fois.
- L'italique est rarement utilisé : mots en langue étrangère, titres d'œuvres, noms de bateaux, etc.
- Les citations ne sont pas en italique mais en corps de texte normal. Elles sont entourées par des guillemets français : « et ».
- Les listes à puces sont à éviter, des paragraphes rédigés étant largement préférés. Les tableaux sont à réserver à la présentation de données structurées (résultats, etc.).
- Les appels de note de bas de page (petits chiffres en exposant, introduits par l'outil «  Source ») sont à placer entre la fin de phrase et le point final[comme ça].
- Les liens internes (vers d'autres articles de Wikipédia) sont à choisir avec parcimonie. Créez des liens vers des articles approfondissant le sujet. Les termes génériques sans rapport avec le sujet sont à éviter, ainsi que les répétitions de liens vers un même terme.
- Les liens externes sont à placer uniquement dans une section « Liens externes », à la fin de l'article. Ces liens sont à choisir avec parcimonie suivant les règles définies. Si un lien sert de source à l'article, son insertion dans le texte est à faire par les notes de bas de page.
- La présentation des références doit suivre les conventions bibliographiques. Il est recommandé d'utiliser les modèles {{Ouvrage}}, {{Chapitre}}, {{Article}}, {{Lien web}} et/ou {{Bibliographie}}. Le mode d'édition visuel peut mettre en forme automatiquement les références.
- Insérer une infobox (cadre d'informations à droite) n'est pas obligatoire pour parachever la mise en page.

Pour une aide détaillée, merci de consulter Aide:Wikification.
Si vous pensez que ces points ont été résolus, vous pouvez retirer ce bandeau et améliorer la mise en forme d'un autre article.
Ivorian Doll, nom de scène de Vanessa Mahi, née le 17 décembre 1997 à Flensbourg, est une rappeuse, chanteuse et personnalité de l'internet germano-britannique d'origine ivoirienne,,. Elle a commencé sa carrière en collaborant avec Abigail Asante, publiant des singles sous le nom de Abigail x Ivorian Doll. Par la suite, elle a poursuivi sa carrière en solo et a sorti plusieurs singles en tant qu'artiste solo.

## Début de la vie
Mahi est née à Flensburg, en Allemagne, de parents ivoiriens et a déménagé dans l'Est de Londres à l'âge de trois ans avec son père,. Sa mère est d'abord restée en Allemagne, puis a rejoint la famille lorsque Mahi était adolescente et que ses parents se sont réunis. Son pseudonyme fait référence à son héritage ivoirien. Le père de Mahi est pasteur. Il l'a emmenée à des cours de théâtre dès l'âge de 11 ans. Elle a fréquenté l'école Haggerston.

## Carrière
Avant de commencer sa carrière musicale, Mahi était YouTubeuse. Elle décrit son entrée dans le monde du rap comme étant "accidentelle". Après avoir fait ses débuts musicaux en collaborant avec Abigail Asante, Mahi a commencé à sortir de la musique en tant qu'interprète solo fin 2019. Son premier single était Queen of Drill. Elle a sorti son morceau phare, Rumours, en avril 2020. Le clip du morceau sur YouTube a atteint un million de vues en un mois. Mahi a été nommée pour le prix du Meilleur Nouveau Talent aux MOBO Awards 2020.
En décembre 2020, la rappeuse de Birmingham Lady Leshurr a sorti un morceau dissident sur Mahi, DIV. Mahi a été annoncé dans le cadre de la programmation du Wireless Festival 2021 en avril 2021. Elle s'est également produite au Reading Festival 2021. En 2021, elle collabore avec le groupe de Birmingham Duran Duran sur la chanson « Hammerhead », tirée de leur album Future Past, sorti en octobre de la même année.
Le 17 Janvier 2025, elle sort en collaboration avec une nouvelle vedette du RAP IVOIRE et du DRILL, du nom de HIMRA,  le titre "SEXY".

## Talent artistique
Mahi a décrit Nicki Minaj, Lil' Kim et Foxy Brown comme ses influences musicales.

## Discographie

### Simple

#### En tant qu'artiste vedette
| Titre                       | Année | Album |
| --------------------------- | ----- | ----- |
| "Reine de l'exercice (QOD)" | 2019  |       |
| "Rumeurs"                   | 2020  |       |
| "Sac mortuaire"             | 2020  |       |
| "Duppy quotidien"           | 2020  |       |
| "Poids"                     | 2020  |       |
| "Chef"                      | 2022  |       |
| "S'incliner"                | 2022  |       |
| "Gros butin"                | 2022  |       |
| "Désordonné"                | 2022  |       |
| "Petit"                     | 2022  |       |
| "Grand méchant DIV"         | 2023  |       |
| "Dissipation à Dillon"      | 2023  |       |

| Titre                                                                                        | Année | Album |
| -------------------------------------------------------------------------------------------- | ----- | ----- |
| "La situation" (Abigail Asante with Ivorian Doll)                                            | 2019  |       |
| "Bouji" (AB feat. Ivorian Doll)                                                              | 2019  |       |
| "Bezerk" (Br3nya with Ivorian Doll)                                                          | 2020  |       |
| "Dumb Flex (Remix)" (Miss Lafamilia featuring Ivorian Doll, A9bdo Fundz, Offica, and Poundz) | 2021  |       |
| "WTF" (Tanya with Ivorian Doll)                                                              | 2021  |       |
| "Triste fête" (solo or acoustic by KAMILLE featuring Haile and Ivorian Doll)                 | 2021  |       |
| "Victoire (mon destin)" (Tokio Myers featuring Ivorian Doll)                                 | 2021  |       |
| "Décoloré [Remix]" (B1 featuring 22Gz, Ivorian Doll, and Dezzie)                             | 2021  |       |
| "Saint F4k" (Smallgod featuring Ivorian Doll, Vic Mensa, Black Sherif, Kwaku DMC)            | 2021  |       |
| "Chaud" (Stepz with Ivorian Doll)                                                            | 2023  |       |
| "Beaucoup, beaucoup" (Steel Banglez featuring S1mba, Midas the Jagaban, and Ivorian Doll)    | 2023  |       |
| "L'argent vient (Remix)" (Iggy Azelea featuring Ivorian Doll and Big Boss Vette)             | 2023  |       |